# Lee Creek Snowshoe Cabin
Pour les articles homonymes, voir Lee.
La Lee Creek Snowshoe Cabin est une cabane en rondins dans le comté de Glacier, dans le Montana, aux États-Unis. Protégée au sein du parc national de Glacier, elle a été construite dans le style rustique du National Park Service entre 1925 et 1927. Elle est inscrite au Registre national des lieux historiques depuis le 2 mars 2001.